# Krassi saar
Krassi saar ist eine estnische Insel im Finnischen Meerbusen.

## Lage
Krassi saar erhebt sich auf dem drei Quadratkilometer großen Glintplateau Krässgrund. Die Größe der Insel beträgt je nach Wasserstand und Wind ca. vier Hektar. Sie ist unbewohnt. Eine beständige Flora ist nicht vorhanden. Auf der Insel steht ein neun Meter hohes Leuchtfeuer.
Auf Krassi saar nisten zahlreiche Seevögel. Sie ist Ruheplatz für Hundsrobben.
Die kürzeste Verbindung zum Festland beträgt 6,7 km. Die Insel Suur-Pakri liegt fünf Kilometer östlich. Der Hafen von Kurkse ist 16,7 km entfernt.

## Neugrund-Krater
Zwischen den Inseln Osmussaar und Krassi saar liegt auf dem Boden der Ostsee der Neugrund-Krater. Er ist der älteste und größte Einschlagkrater in Estland.